# Ratpenat de Java
El ratpenat de Java (Pipistrellus javanicus) és una espècie de ratpenat de la família dels vespertiliònids que es troba al sud i sud-est d'Àsia.